# Vuelta a Bélgica 2019
La 89.ª edición del Vuelta a Bélgica fue una carrera de ciclismo en ruta por etapas que se celebró entre el 12 y el 16 de junio de 2019 con inicio en la ciudad de Sint-Niklaas y final en la ciudad de Beringen en Bélgica. El recorrido constó de un total de 5 etapas sobre una distancia total de 682,9 km.
La carrera hizo parte del circuito UCI Europe Tour 2019 dentro de la categoría 2.HC. El vencedor final fue el belga Remco Evenepoel del Deceuninck-Quick Step seguido de los también belgas del Lotto Soudal Victor Campenaerts y Tim Wellens.

## Equipos participantes
Tomaron la partida un total de 22 equipos, de los cuales 4 son de categoría UCI WorldTeam, 12 Profesional Continental, 5 Continental y la selección nacional de Bélgica, quienes conformaron un pelotón de 154 ciclistas de los cuales terminaron 124. Los equipos participantes fueron:
| WorldTeams (4)- Lotto Soudal - Deceuninck-Quick Step - Astana - Trek-Segafredo Equipos continentales profesionales (12)- Burgos-BH - Cofidis, Solutions Crédits - Corendon-Circus - Israel Cycling Academy - Riwal Readynez - Roompot-Charles - Sport Vlaanderen-Baloise - Arkéa-Samsic - Total Direct Énergie - Vital Concept-B&B Hotels - Wallonie Bruxelles - Wanty-Groupe Gobert Equipos continentales (5)- Natura4Ever-Roubaix Lille Métropole - Cibel-Cebon - Telenet Fidea Lions - Pauwels Sauzen-Bingoal - Tarteletto-Isorex Equipo nacional- Bélgica |
| |

## Etapas
| Etapa     | Fecha     | Recorrido                             | type                    | Distancia (km) | Ganador              | Líder                |
| --------- | --------- | ------------------------------------- | ----------------------- | -------------- | -------------------- | -------------------- |
| 1.ª etapa | 12 de jun | San Nicolás de Flandes – Knokke-Heist | etapa llana             | 183,4          | Jan-Willem van Schip | Jan-Willem van Schip |
| 2.ª etapa | 13 de jun | Knokke-Heist – Zottegem               | etapa escarpada         | 180,8          | Remco Evenepoel      | Remco Evenepoel      |
| 3.ª etapa | 14 de jun | Grimbergen – Grimbergen               | contrarreloj individual | 9,2            | Tim Wellens          | Remco Evenepoel      |
| 4.ª etapa | 15 de jun | Seraing – Seraing                     | etapa escarpada         | 151,1          | Victor Campenaerts   | Remco Evenepoel      |
| 5.ª etapa | 16 de jun | Tongeren – Beringen                   | etapa llana             | 158,4          | Bryan Coquard        | Remco Evenepoel      |

## Desarrollo de la carrera

### 1.ª etapa
| San Nicolás de Flandes - Knokke-Heist | etapa llana | (183,4 km) |

| \| Clasificación de la etapa \| Clasificación de la etapa \| Clasificación de la etapa \| Clasificación de la etapa \| Clasificación de la etapa \| \| Ciclista \| Ciclista \| Equipo \| Tiempo \| \| \| ------------------------- \| ------------------------- \| ------------------------- \| ------------------------- \| ------------------------- \| \| 1.º \| Jan-Willem van Schip \| Roompot-Charles \| 4 h 15 min 14 s \| \| \| 2.º \| Tim Merlier \| Corendon-Circus \| + 4 s \| \| \| 3.º \| Fabio Jakobsen \| Deceuninck-Quick Step \| + 4 s \| \| \| 4.º \| Lionel Taminiaux \| Wallonie Bruxelles \| + 4 s \| \| \| 5.º \| Roy Jans \| Corendon-Circus \| + 4 s \| \| \| 6.º \| Jasper Philipsen \| Bélgica \| + 4 s \| \| \| 7.º \| Daan Soete \| Pauwels Sauzen-Bingoal \| + 4 s \| \| \| 8.º \| Tom Van Asbroeck \| Israel Cycling Academy \| + 6 s \| \| \| 9.º \| Arne Marit \| Bélgica \| + 6 s \| \| \| 10.º \| Rudy Barbier \| Israel Cycling Academy \| + 6 s \| \| |                      |                        |                 |
| |                      |                        |                 |
| Fuente: ProCyclingStats |                      |                        |                 |
| Clasificación de la etapa |                      |                        |                 |
| Ciclista | Ciclista             | Equipo                 | Tiempo          |
| 1.º | Jan-Willem van Schip | Roompot-Charles        | 4 h 15 min 14 s |
| 2.º | Tim Merlier          | Corendon-Circus        | + 4 s           |
| 3.º | Fabio Jakobsen       | Deceuninck-Quick Step  | + 4 s           |
| 4.º | Lionel Taminiaux     | Wallonie Bruxelles     | + 4 s           |
| 5.º | Roy Jans             | Corendon-Circus        | + 4 s           |
| 6.º | Jasper Philipsen     | Bélgica                | + 4 s           |
| 7.º | Daan Soete           | Pauwels Sauzen-Bingoal | + 4 s           |
| 8.º | Tom Van Asbroeck     | Israel Cycling Academy | + 6 s           |
| 9.º | Arne Marit           | Bélgica                | + 6 s           |
| 10.º | Rudy Barbier         | Israel Cycling Academy | + 6 s           |

| \| Clasificación general \| Clasificación general \| Clasificación general \| Clasificación general \| Clasificación general \| \| Ciclista \| Ciclista \| Equipo \| Tiempo \| \| \| --------------------- \| --------------------- \| ----------------------------------- \| --------------------- \| --------------------- \| \| 1.º \| Jan-Willem van Schip \| Roompot-Charles \| 4 h 14 min 57 s \| \| \| 2.º \| Tim Merlier \| Corendon-Circus \| + 15 s \| \| \| 3.º \| Fabio Jakobsen \| Deceuninck-Quick Step \| + 17 s \| \| \| 4.º \| Glenn Debruyne \| Cibel \| + 17 s \| \| \| 5.º \| Tom Dernies \| Natura4Ever-Roubaix Lille Métropole \| + 18 s \| \| \| 6.º \| Lionel Taminiaux \| Wallonie Bruxelles \| + 21 s \| \| \| 7.º \| Roy Jans \| Corendon-Circus \| + 21 s \| \| \| 8.º \| Jasper Philipsen \| Bélgica \| + 21 s \| \| \| 9.º \| Daan Soete \| Pauwels Sauzen-Bingoal \| + 21 s \| \| \| 10.º \| Tom Van Asbroeck \| Israel Cycling Academy \| + 23 s \| \| |                      |                                     |                 |
| |                      |                                     |                 |
| Fuente: ProCyclingStats |                      |                                     |                 |
| Clasificación general |                      |                                     |                 |
| Ciclista | Ciclista             | Equipo                              | Tiempo          |
| 1.º | Jan-Willem van Schip | Roompot-Charles                     | 4 h 14 min 57 s |
| 2.º | Tim Merlier          | Corendon-Circus                     | + 15 s          |
| 3.º | Fabio Jakobsen       | Deceuninck-Quick Step               | + 17 s          |
| 4.º | Glenn Debruyne       | Cibel                               | + 17 s          |
| 5.º | Tom Dernies          | Natura4Ever-Roubaix Lille Métropole | + 18 s          |
| 6.º | Lionel Taminiaux     | Wallonie Bruxelles                  | + 21 s          |
| 7.º | Roy Jans             | Corendon-Circus                     | + 21 s          |
| 8.º | Jasper Philipsen     | Bélgica                             | + 21 s          |
| 9.º | Daan Soete           | Pauwels Sauzen-Bingoal              | + 21 s          |
| 10.º | Tom Van Asbroeck     | Israel Cycling Academy              | + 23 s          |

### 2.ª etapa
| Knokke-Heist - Zottegem | etapa escarpada | (180,8 km) |

| \| Clasificación de la etapa \| Clasificación de la etapa \| Clasificación de la etapa \| Clasificación de la etapa \| Clasificación de la etapa \| \| Ciclista \| Ciclista \| Equipo \| Tiempo \| \| \| ------------------------- \| ------------------------- \| ------------------------- \| ------------------------- \| ------------------------- \| \| 1.º \| Remco Evenepoel \| Deceuninck-Quick Step \| 4 h 26 min 04 s \| \| \| 2.º \| Fabio Jakobsen \| Deceuninck-Quick Step \| + 42 s \| \| \| 3.º \| Tim Merlier \| Corendon-Circus \| + 42 s \| \| \| 4.º \| Lionel Taminiaux \| Wallonie Bruxelles \| + 42 s \| \| \| 5.º \| Davide Martinelli \| Deceuninck-Quick Step \| + 42 s \| \| \| 6.º \| Jasper Philipsen \| Bélgica \| + 42 s \| \| \| 7.º \| Tom Van Asbroeck \| Israel Cycling Academy \| + 42 s \| \| \| 8.º \| Alex Kirsch \| Trek-Segafredo \| + 42 s \| \| \| 9.º \| Bryan Coquard \| Vital Concept-B&B Hotels \| + 42 s \| \| \| 10.º \| Pieter Serry \| Deceuninck-Quick Step \| + 42 s \| \| |                   |                          |                 |
| |                   |                          |                 |
| Fuente: ProCyclingStats |                   |                          |                 |
| Clasificación de la etapa |                   |                          |                 |
| Ciclista | Ciclista          | Equipo                   | Tiempo          |
| 1.º | Remco Evenepoel   | Deceuninck-Quick Step    | 4 h 26 min 04 s |
| 2.º | Fabio Jakobsen    | Deceuninck-Quick Step    | + 42 s          |
| 3.º | Tim Merlier       | Corendon-Circus          | + 42 s          |
| 4.º | Lionel Taminiaux  | Wallonie Bruxelles       | + 42 s          |
| 5.º | Davide Martinelli | Deceuninck-Quick Step    | + 42 s          |
| 6.º | Jasper Philipsen  | Bélgica                  | + 42 s          |
| 7.º | Tom Van Asbroeck  | Israel Cycling Academy   | + 42 s          |
| 8.º | Alex Kirsch       | Trek-Segafredo           | + 42 s          |
| 9.º | Bryan Coquard     | Vital Concept-B&B Hotels | + 42 s          |
| 10.º | Pieter Serry      | Deceuninck-Quick Step    | + 42 s          |

| \| Clasificación general \| Clasificación general \| Clasificación general \| Clasificación general \| Clasificación general \| \| Ciclista \| Ciclista \| Equipo \| Tiempo \| \| \| --------------------- \| --------------------- \| ------------------------ \| --------------------- \| --------------------- \| \| 1.º \| Remco Evenepoel \| Deceuninck-Quick Step \| 8 h 41 min 03 s \| \| \| 2.º \| Fabio Jakobsen \| Deceuninck-Quick Step \| + 51 s \| \| \| 3.º \| Tim Merlier \| Corendon-Circus \| + 51 s \| \| \| 4.º \| Jasper Philipsen \| Bélgica \| + 57 s \| \| \| 5.º \| Davide Martinelli \| Deceuninck-Quick Step \| + 59 s \| \| \| 6.º \| Tom Van Asbroeck \| Israel Cycling Academy \| + 1 min 00 s \| \| \| 7.º \| Tim Wellens \| Lotto-Soudal \| + 1 min 00 s \| \| \| 8.º \| Loïc Vliegen \| Wanty-Gobert \| + 1 min 00 s \| \| \| 9.º \| Lionel Taminiaux \| Wallonie Bruxelles \| + 1 min 01 s \| \| \| 10.º \| Bryan Coquard \| Vital Concept-B&B Hotels \| + 1 min 01 s \| \| |                   |                          |                 |
| |                   |                          |                 |
| Fuente: ProCyclingStats |                   |                          |                 |
| Clasificación general |                   |                          |                 |
| Ciclista | Ciclista          | Equipo                   | Tiempo          |
| 1.º | Remco Evenepoel   | Deceuninck-Quick Step    | 8 h 41 min 03 s |
| 2.º | Fabio Jakobsen    | Deceuninck-Quick Step    | + 51 s          |
| 3.º | Tim Merlier       | Corendon-Circus          | + 51 s          |
| 4.º | Jasper Philipsen  | Bélgica                  | + 57 s          |
| 5.º | Davide Martinelli | Deceuninck-Quick Step    | + 59 s          |
| 6.º | Tom Van Asbroeck  | Israel Cycling Academy   | + 1 min 00 s    |
| 7.º | Tim Wellens       | Lotto-Soudal             | + 1 min 00 s    |
| 8.º | Loïc Vliegen      | Wanty-Gobert             | + 1 min 00 s    |
| 9.º | Lionel Taminiaux  | Wallonie Bruxelles       | + 1 min 01 s    |
| 10.º | Bryan Coquard     | Vital Concept-B&B Hotels | + 1 min 01 s    |

### 3.ª etapa
| Grimbergen - Grimbergen | contrarreloj individual | (9,2 km) |

| \| Clasificación de la etapa \| Clasificación de la etapa \| Clasificación de la etapa \| Clasificación de la etapa \| Clasificación de la etapa \| \| Ciclista \| Ciclista \| Equipo \| Tiempo \| \| \| ------------------------- \| ------------------------- \| -------------------------- \| ------------------------- \| ------------------------- \| \| 1.º \| Tim Wellens \| Lotto-Soudal \| 10 min 46 s \| \| \| 2.º \| Nathan Van Hooydonck \| Bélgica \| + 1 s \| \| \| 3.º \| Victor Campenaerts \| Lotto-Soudal \| + 2 s \| \| \| 4.º \| Remco Evenepoel \| Deceuninck-Quick Step \| + 3 s \| \| \| 5.º \| Ryan Mullen \| Trek-Segafredo \| + 4 s \| \| \| 6.º \| Christophe Laporte \| Cofidis, Solutions Crédits \| + 5 s \| \| \| 7.º \| Matthias Brändle \| Israel Cycling Academy \| + 6 s \| \| \| 8.º \| Alex Kirsch \| Trek-Segafredo \| + 8 s \| \| \| 9.º \| Lasse Norman Leth \| Corendon-Circus \| + 8 s \| \| \| 10.º \| Niki Terpstra \| Total Direct Énergie \| + 11 s \| \| |                      |                            |             |
| |                      |                            |             |
| Fuente: ProCyclingStats |                      |                            |             |
| Clasificación de la etapa |                      |                            |             |
| Ciclista | Ciclista             | Equipo                     | Tiempo      |
| 1.º | Tim Wellens          | Lotto-Soudal               | 10 min 46 s |
| 2.º | Nathan Van Hooydonck | Bélgica                    | + 1 s       |
| 3.º | Victor Campenaerts   | Lotto-Soudal               | + 2 s       |
| 4.º | Remco Evenepoel      | Deceuninck-Quick Step      | + 3 s       |
| 5.º | Ryan Mullen          | Trek-Segafredo             | + 4 s       |
| 6.º | Christophe Laporte   | Cofidis, Solutions Crédits | + 5 s       |
| 7.º | Matthias Brändle     | Israel Cycling Academy     | + 6 s       |
| 8.º | Alex Kirsch          | Trek-Segafredo             | + 8 s       |
| 9.º | Lasse Norman Leth    | Corendon-Circus            | + 8 s       |
| 10.º | Niki Terpstra        | Total Direct Énergie       | + 11 s      |

| \| Clasificación general \| Clasificación general \| Clasificación general \| Clasificación general \| Clasificación general \| \| Ciclista \| Ciclista \| Equipo \| Tiempo \| \| \| --------------------- \| --------------------- \| -------------------------- \| --------------------- \| --------------------- \| \| 1.º \| Remco Evenepoel \| Deceuninck-Quick Step \| 8 h 51 min 52 s \| \| \| 2.º \| Tim Wellens \| Lotto-Soudal \| + 57 s \| \| \| 3.º \| Victor Campenaerts \| Lotto-Soudal \| + 1 min 00 s \| \| \| 4.º \| Christophe Laporte \| Cofidis, Solutions Crédits \| + 1 min 03 s \| \| \| 5.º \| Alex Kirsch \| Trek-Segafredo \| + 1 min 06 s \| \| \| 6.º \| Toon Aerts \| Telenet-Fidea Lions \| + 1 min 17 s \| \| \| 7.º \| Brent Van Moer \| Lotto-Soudal \| + 1 min 18 s \| \| \| 8.º \| Jasper Philipsen \| Bélgica \| + 1 min 18 s \| \| \| 9.º \| Jelle Wallays \| Lotto-Soudal \| + 1 min 19 s \| \| \| 10.º \| Bryan Coquard \| Vital Concept-B&B Hotels \| + 1 min 28 s \| \| |                    |                            |                 |
| |                    |                            |                 |
| Fuente: ProCyclingStats |                    |                            |                 |
| Clasificación general |                    |                            |                 |
| Ciclista | Ciclista           | Equipo                     | Tiempo          |
| 1.º | Remco Evenepoel    | Deceuninck-Quick Step      | 8 h 51 min 52 s |
| 2.º | Tim Wellens        | Lotto-Soudal               | + 57 s          |
| 3.º | Victor Campenaerts | Lotto-Soudal               | + 1 min 00 s    |
| 4.º | Christophe Laporte | Cofidis, Solutions Crédits | + 1 min 03 s    |
| 5.º | Alex Kirsch        | Trek-Segafredo             | + 1 min 06 s    |
| 6.º | Toon Aerts         | Telenet-Fidea Lions        | + 1 min 17 s    |
| 7.º | Brent Van Moer     | Lotto-Soudal               | + 1 min 18 s    |
| 8.º | Jasper Philipsen   | Bélgica                    | + 1 min 18 s    |
| 9.º | Jelle Wallays      | Lotto-Soudal               | + 1 min 19 s    |
| 10.º | Bryan Coquard      | Vital Concept-B&B Hotels   | + 1 min 28 s    |

### 4.ª etapa
| Seraing - Seraing | etapa escarpada | (151,1 km) |

| \| Clasificación de la etapa \| Clasificación de la etapa \| Clasificación de la etapa \| Clasificación de la etapa \| Clasificación de la etapa \| \| Ciclista \| Ciclista \| Equipo \| Tiempo \| \| \| ------------------------- \| ------------------------- \| ------------------------- \| ------------------------- \| ------------------------- \| \| 1.º \| Victor Campenaerts \| Lotto-Soudal \| 3 h 40 min 16 s \| \| \| 2.º \| Andreas Kron \| Riwal Readynez \| + 0 s \| \| \| 3.º \| Remco Evenepoel \| Deceuninck-Quick Step \| + 0 s \| \| \| 4.º \| Loïc Vliegen \| Wanty-Gobert \| + 1 min 03 s \| \| \| 5.º \| Jasper Philipsen \| UAE Team Emirates \| + 1 min 05 s \| \| \| 6.º \| Otto Vergaerde \| Corendon-Circus \| + 1 min 05 s \| \| \| 7.º \| Toon Aerts \| Telenet-Fidea Lions \| + 1 min 05 s \| \| \| 8.º \| Mathieu Burgaudeau \| Total Direct Énergie \| + 1 min 05 s \| \| \| 9.º \| Daan Soete \| Pauwels Sauzen-Bingoal \| + 1 min 05 s \| \| \| 10.º \| Jetse Bol \| Burgos-BH \| + 1 min 05 s \| \| |                    |                        |                 |
| |                    |                        |                 |
| Fuente: ProCyclingStats |                    |                        |                 |
| Clasificación de la etapa |                    |                        |                 |
| Ciclista | Ciclista           | Equipo                 | Tiempo          |
| 1.º | Victor Campenaerts | Lotto-Soudal           | 3 h 40 min 16 s |
| 2.º | Andreas Kron       | Riwal Readynez         | + 0 s           |
| 3.º | Remco Evenepoel    | Deceuninck-Quick Step  | + 0 s           |
| 4.º | Loïc Vliegen       | Wanty-Gobert           | + 1 min 03 s    |
| 5.º | Jasper Philipsen   | UAE Team Emirates      | + 1 min 05 s    |
| 6.º | Otto Vergaerde     | Corendon-Circus        | + 1 min 05 s    |
| 7.º | Toon Aerts         | Telenet-Fidea Lions    | + 1 min 05 s    |
| 8.º | Mathieu Burgaudeau | Total Direct Énergie   | + 1 min 05 s    |
| 9.º | Daan Soete         | Pauwels Sauzen-Bingoal | + 1 min 05 s    |
| 10.º | Jetse Bol          | Burgos-BH              | + 1 min 05 s    |

| \| Clasificación general \| Clasificación general \| Clasificación general \| Clasificación general \| Clasificación general \| \| Ciclista \| Ciclista \| Equipo \| Tiempo \| \| \| --------------------- \| --------------------- \| ------------------------ \| --------------------- \| --------------------- \| \| 1.º \| Remco Evenepoel \| Deceuninck-Quick Step \| 12 h 32 min 02 s \| \| \| 2.º \| Victor Campenaerts \| Lotto-Soudal \| + 52 s \| \| \| 3.º \| Tim Wellens \| Lotto-Soudal \| + 2 min 02 s \| \| \| 4.º \| Toon Aerts \| Telenet-Fidea Lions \| + 2 min 28 s \| \| \| 5.º \| Andreas Kron \| Riwal Readynez \| + 2 min 29 s \| \| \| 6.º \| Jasper Philipsen \| UAE Team Emirates \| + 2 min 29 s \| \| \| 7.º \| Loïc Vliegen \| Wanty-Gobert \| + 2 min 38 s \| \| \| 8.º \| Bryan Coquard \| Vital Concept-B&B Hotels \| + 2 min 39 s \| \| \| 9.º \| Aimé De Gendt \| Wanty-Gobert \| + 2 min 39 s \| \| \| 10.º \| Pieter Weening \| Roompot-Charles \| + 2 min 39 s \| \| |                    |                          |                  |
| |                    |                          |                  |
| Fuente: ProCyclingStats |                    |                          |                  |
| Clasificación general |                    |                          |                  |
| Ciclista | Ciclista           | Equipo                   | Tiempo           |
| 1.º | Remco Evenepoel    | Deceuninck-Quick Step    | 12 h 32 min 02 s |
| 2.º | Victor Campenaerts | Lotto-Soudal             | + 52 s           |
| 3.º | Tim Wellens        | Lotto-Soudal             | + 2 min 02 s     |
| 4.º | Toon Aerts         | Telenet-Fidea Lions      | + 2 min 28 s     |
| 5.º | Andreas Kron       | Riwal Readynez           | + 2 min 29 s     |
| 6.º | Jasper Philipsen   | UAE Team Emirates        | + 2 min 29 s     |
| 7.º | Loïc Vliegen       | Wanty-Gobert             | + 2 min 38 s     |
| 8.º | Bryan Coquard      | Vital Concept-B&B Hotels | + 2 min 39 s     |
| 9.º | Aimé De Gendt      | Wanty-Gobert             | + 2 min 39 s     |
| 10.º | Pieter Weening     | Roompot-Charles          | + 2 min 39 s     |

### 5.ª etapa
| Tongeren - Beringen | etapa llana | (158,4 km) |

| \| Clasificación de la etapa \| Clasificación de la etapa \| Clasificación de la etapa \| Clasificación de la etapa \| Clasificación de la etapa \| \| Ciclista \| Ciclista \| Equipo \| Tiempo \| \| \| ------------------------- \| ------------------------- \| ----------------------------------- \| ------------------------- \| ------------------------- \| \| 1.º \| Bryan Coquard \| Vital Concept-B&B Hotels \| 3 h 17 min 15 s \| \| \| 2.º \| Pierre Barbier \| Natura4Ever-Roubaix Lille Métropole \| + 0 s \| \| \| 3.º \| Emīls Liepiņš \| Wallonie Bruxelles \| + 0 s \| \| \| 4.º \| Tom Van Asbroeck \| Israel Cycling Academy \| + 0 s \| \| \| 5.º \| Toon Aerts \| Telenet-Fidea Lions \| + 0 s \| \| \| 6.º \| Jonas Rickaert \| Corendon-Circus \| + 0 s \| \| \| 7.º \| Gijs Van Hoecke \| CCC Team \| + 0 s \| \| \| 8.º \| Corné van Kessel \| Telenet-Fidea Lions \| + 0 s \| \| \| 9.º \| Davide Martinelli \| Deceuninck-Quick Step \| + 0 s \| \| \| 10.º \| Kévin Van Melsen \| Wanty-Gobert \| + 0 s \| \| |                   |                                     |                 |
| |                   |                                     |                 |
| Fuente: ProCyclingStats |                   |                                     |                 |
| Clasificación de la etapa |                   |                                     |                 |
| Ciclista | Ciclista          | Equipo                              | Tiempo          |
| 1.º | Bryan Coquard     | Vital Concept-B&B Hotels            | 3 h 17 min 15 s |
| 2.º | Pierre Barbier    | Natura4Ever-Roubaix Lille Métropole | + 0 s           |
| 3.º | Emīls Liepiņš     | Wallonie Bruxelles                  | + 0 s           |
| 4.º | Tom Van Asbroeck  | Israel Cycling Academy              | + 0 s           |
| 5.º | Toon Aerts        | Telenet-Fidea Lions                 | + 0 s           |
| 6.º | Jonas Rickaert    | Corendon-Circus                     | + 0 s           |
| 7.º | Gijs Van Hoecke   | CCC Team                            | + 0 s           |
| 8.º | Corné van Kessel  | Telenet-Fidea Lions                 | + 0 s           |
| 9.º | Davide Martinelli | Deceuninck-Quick Step               | + 0 s           |
| 10.º | Kévin Van Melsen  | Wanty-Gobert                        | + 0 s           |

## Clasificaciones finales
Las clasificaciones finalizaron de la siguiente forma:

### Clasificación general
| \| Clasificación general \| Clasificación general \| Clasificación general \| Clasificación general \| Clasificación general \| \| Ciclista \| Ciclista \| Equipo \| Tiempo \| \| \| --------------------- \| --------------------- \| ------------------------ \| --------------------- \| --------------------- \| \| 1.º \| Remco Evenepoel \| Deceuninck-Quick Step \| 15 h 49 min 17 s \| \| \| 2.º \| Victor Campenaerts \| Lotto-Soudal \| + 52 s \| \| \| 3.º \| Tim Wellens \| Lotto-Soudal \| + 2 min 02 s \| \| \| 4.º \| Toon Aerts \| Telenet-Fidea Lions \| + 2 min 28 s \| \| \| 5.º \| Andreas Kron \| Riwal Readynez \| + 2 min 29 s \| \| \| 6.º \| Jasper Philipsen \| UAE Team Emirates \| + 2 min 29 s \| \| \| 7.º \| Bryan Coquard \| Vital Concept-B&B Hotels \| + 2 min 29 s \| \| \| 8.º \| Loïc Vliegen \| Wanty-Gobert \| + 2 min 38 s \| \| \| 9.º \| Aimé De Gendt \| Wanty-Gobert \| + 2 min 39 s \| \| \| 10.º \| Pieter Weening \| Roompot-Charles \| + 2 min 39 s \| \| |                    |                          |                  |
| |                    |                          |                  |
| Fuente: ProCyclingStats |                    |                          |                  |
| Clasificación general |                    |                          |                  |
| Ciclista | Ciclista           | Equipo                   | Tiempo           |
| 1.º | Remco Evenepoel    | Deceuninck-Quick Step    | 15 h 49 min 17 s |
| 2.º | Victor Campenaerts | Lotto-Soudal             | + 52 s           |
| 3.º | Tim Wellens        | Lotto-Soudal             | + 2 min 02 s     |
| 4.º | Toon Aerts         | Telenet-Fidea Lions      | + 2 min 28 s     |
| 5.º | Andreas Kron       | Riwal Readynez           | + 2 min 29 s     |
| 6.º | Jasper Philipsen   | UAE Team Emirates        | + 2 min 29 s     |
| 7.º | Bryan Coquard      | Vital Concept-B&B Hotels | + 2 min 29 s     |
| 8.º | Loïc Vliegen       | Wanty-Gobert             | + 2 min 38 s     |
| 9.º | Aimé De Gendt      | Wanty-Gobert             | + 2 min 39 s     |
| 10.º | Pieter Weening     | Roompot-Charles          | + 2 min 39 s     |

### Clasificación por puntos
| Clasificación por puntos | Clasificación por puntos | Clasificación por puntos | Clasificación por puntos | Clasificación por puntos |
| Ciclista                 | Ciclista                 | Equipo                   | Puntos                   |                          |
| ------------------------ | ------------------------ | ------------------------ | ------------------------ | ------------------------ |
| 1.º                      | Remco Evenepoel          | Deceuninck-Quick Step    | 66 pts                   |                          |
| 2.º                      | Jasper Philipsen         | UAE Team Emirates        | 47 pts                   |                          |
| 3.º                      | Tim Merlier              | Corendon-Circus          | 47 pts                   |                          |
| 4.º                      | Fabio Jakobsen           | Deceuninck-Quick Step    | 47 pts                   |                          |
| 5.º                      | Victor Campenaerts       | Lotto-Soudal             | 46 pts                   |                          |
| 6.º                      | Tom Van Asbroeck         | Israel Cycling Academy   | 44 pts                   |                          |
| 7.º                      | Bryan Coquard            | Vital Concept-B&B Hotels | 41 pts                   |                          |
| 8.º                      | Lionel Taminiaux         | Wallonie Bruxelles       | 38 pts                   |                          |
| 9.º                      | Jan-Willem van Schip     | Roompot-Charles          | 30 pts                   |                          |
| 10.º                     | Toon Aerts               | Telenet-Fidea Lions      | 30 pts                   |                          |

### Clasificación de la combatividad
| Clasificación de la combatividad | Clasificación de la combatividad | Clasificación de la combatividad    | Clasificación de la combatividad | Clasificación de la combatividad |
| Ciclista                         | Ciclista                         | Equipo                              | Puntos                           |                                  |
| -------------------------------- | -------------------------------- | ----------------------------------- | -------------------------------- | -------------------------------- |
| 1.º                              | Thomas Sprengers                 | Sport Vlaanderen-Baloise            | 56 pts                           |                                  |
| 2.º                              | Jan-Willem van Schip             | Roompot-Charles                     | 50 pts                           |                                  |
| 3.º                              | Quinten Hermans                  | Telenet-Fidea Lions                 | 34 pts                           |                                  |
| 4.º                              | Tom Dernies                      | Natura4Ever-Roubaix Lille Métropole | 30 pts                           |                                  |
| 5.º                              | William Clarke                   | Trek-Segafredo                      | 22 pts                           |                                  |
| 6.º                              | Victor Campenaerts               | Lotto-Soudal                        | 19 pts                           |                                  |
| 7.º                              | David Boucher                    | Tarteletto-Isorex                   | 18 pts                           |                                  |
| 8.º                              | Tom Van Asbroeck                 | Israel Cycling Academy              | 17 pts                           |                                  |
| 9.º                              | Andreas Kron                     | Riwal Readynez                      | 16 pts                           |                                  |
| 10.º                             | Emīls Liepiņš                    | Wallonie Bruxelles                  | 16 pts                           |                                  |

### Clasificación por equipos
| Clasificación por equipos | Clasificación por equipos | Clasificación por equipos | Clasificación por equipos |
| Equipo                    | Equipo                    | Tiempo                    |                           |
| ------------------------- | ------------------------- | ------------------------- | ------------------------- |
| 1.º                       | Wanty-Groupe Gobert       | 47 h 35 min 53 s          |                           |
| 2.º                       | Lotto Soudal              | + 3 min 41 s              |                           |
| 3.º                       | Telenet Fidea Lions       | + 4 min 54 s              |                           |
| 4.º                       | Corendon-Circus           | + 6 min 32 s              |                           |
| 5.º                       | Roompot-Charles           | + 6 min 54 s              |                           |
| 6.º                       | Cibel-Cebon               | + 9 min 00 s              |                           |
| 7.º                       | Bélgica                   | + 10 min 37 s             |                           |
| 8.º                       | Sport Vlaanderen-Baloise  | + 11 min 28 s             |                           |
| 9.º                       | Deceuninck-Quick Step     | + 14 min 36 s             |                           |
| 10.º                      | Pauwels Sauzen-Bingoal    | + 15 min 23 s             |                           |

## Evolución de las clasificaciones
| Etapa                   | Vencedor                | Clasificación general | Clasificación por puntos | Clasificación de la combatividad | Clasificación por equipos |
| ----------------------- | ----------------------- | --------------------- | ------------------------ | -------------------------------- | ------------------------- |
| 1.ª                     | Jan-Willem van Schip    | Jan-Willem van Schip  | Jan-Willem van Schip     | Thomas Sprengers                 | Roompot-Charles           |
| 2.ª                     | Remco Evenepoel         | Remco Evenepoel       | Fabio Jakobsen           | Thomas Sprengers                 | Deceuninck-Quick Step     |
| 3.ª                     | Tim Wellens             | Remco Evenepoel       | Fabio Jakobsen           | Thomas Sprengers                 | Lotto Soudal              |
| 4.ª                     | Victor Campenaerts      | Remco Evenepoel       | Remco Evenepoel          | Thomas Sprengers                 | Wanty-Gobert              |
| 5.ª                     | Bryan Coquard           | Remco Evenepoel       | Remco Evenepoel          | Thomas Sprengers                 | Wanty-Gobert              |
| Clasificaciones finales | Clasificaciones finales | Remco Evenepoel       | Remco Evenepoel          | Thomas Sprengers                 | Wanty-Gobert              |

## UCI World Ranking
La Vuelta a Bélgica otorgó puntos para el UCI World Ranking para corredores de los equipos en las categorías UCI WorldTeam, Profesional Continental y Equipos Continentales. Las siguientes tablas muestran el baremo de puntuación y los 10 corredores que obtuvieron más puntos:
| Posición              | 1.º | 2.º | 3.º | 4.º | 5.º | 6.º | 7.º | 8.º | 9.º | 10.º | 11.º | 12.º | 13.º | 14.º | 15.º | 16.º-30.º | 31.º-40.º |
| Clasificación general | 200 | 150 | 125 | 100 | 85  | 70  | 60  | 50  | 40  | 35   | 30   | 25   | 20   | 15   | 10   | 5         | 3         |
| Por etapa             | 20  | 10  | 5   |     |     |     |     |     |     |      |      |      |      |      |      |           |           |
| Líder                 | 5   |     |     |     |     |     |     |     |     |      |      |      |      |      |      |           |           |

| Clasificación |                    |                          |         |       |       |       |
| Posición      | Ciclista           | Equipo                   | General | Etapa | Líder | Total |
| ------------- | ------------------ | ------------------------ | ------- | ----- | ----- | ----- |
| 1.º           | Remco Evenepoel    | Deceuninck-Quick Step    | 200     | 25    | 15    | 240   |
| 2.º           | Victor Campenaerts | Lotto Soudal             | 150     | 25    | -     | 175   |
| 3.º           | Tim Wellens        | Lotto Soudal             | 125     | 20    | -     | 145   |
| 4.º           | Toon Aerts         | Telenet Fidea Lions      | 100     | -     | -     | 100   |
| 5.º           | Andreas Kron       | Riwal Readynez           | 85      | 10    | -     | 95    |
| 6.º           | Bryan Coquard      | Vital Concept-B&B Hotels | 60      | 20    | -     | 80    |
| 7.º           | Jasper Philipsen   | Selección de Bélgica     | 70      | -     | -     | 70    |
| 8.º           | Loïc Vliegen       | Wanty-Gobert             | 50      | -     | -     | 50    |
| 9.º           | Aimé De Gendt      | Wanty-Gobert             | 40      | -     | -     | 40    |
| 10.º          | Pieter Weening     | Roompot-Charles          | 35      | -     | -     | 35    |